# ایمی دیاسیسمونت
ایمی دیاسیسمونت (انگلیسی: Amy Deasismont؛ زادهٔ ۱۵ آوریل ۱۹۹۲) خواننده اهل سوئد است. وی از سال ۲۰۰۵ میلادی تاکنون مشغول فعالیت بوده‌است.

## آلبوم‌ها
- ۲۰۰۵: This Is Me Now
- ۲۰۰۶: Still Me Still Now
- ۲۰۰۷: Music In Motion
- ۲۰۰۸: Music in motion (Gold Edition)
- ۲۰۰۸: En Helt Ny Jul
- ۲۰۰۹: Swings And Roundabouts
- ۲۰۱۰: Amy Diamond: Greatest Hits

## نگارخانه

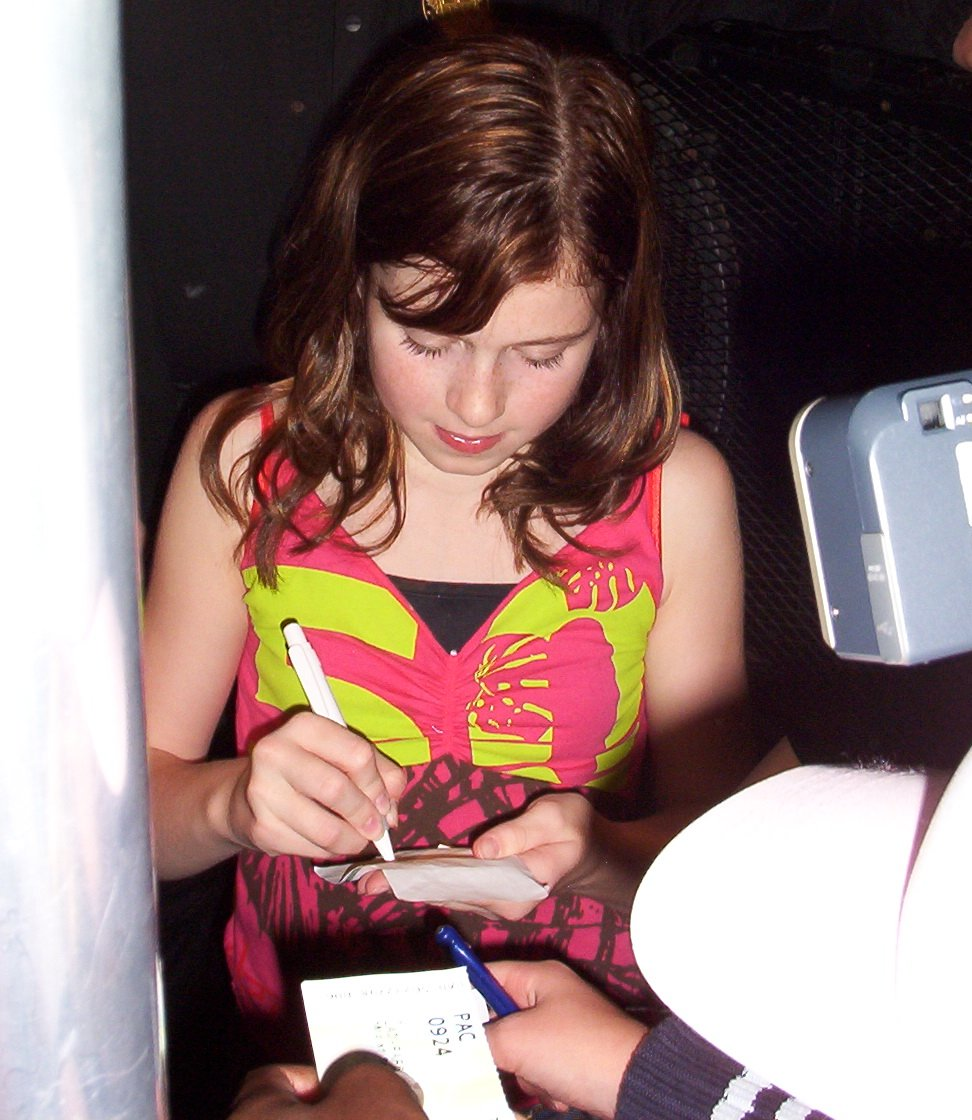
۲۰۰۵
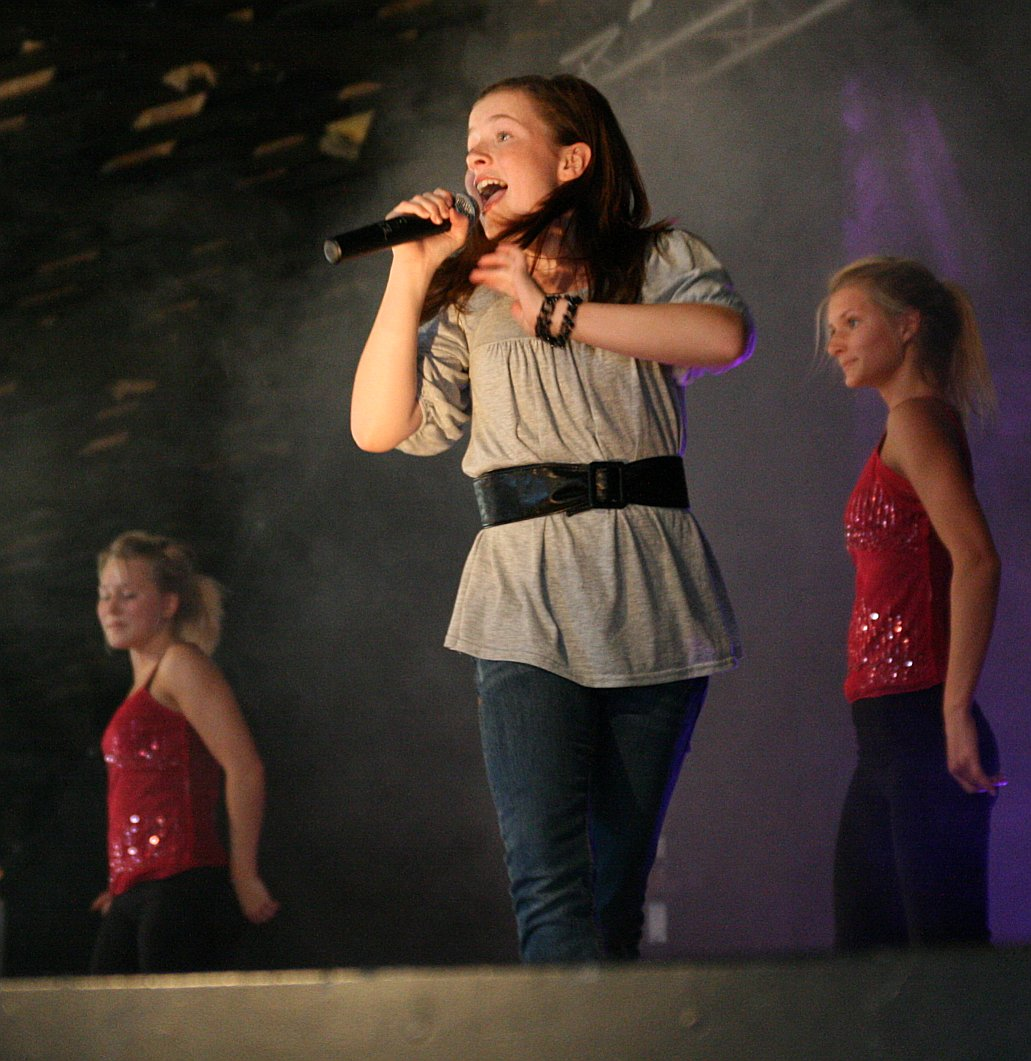
۲۰۰۷
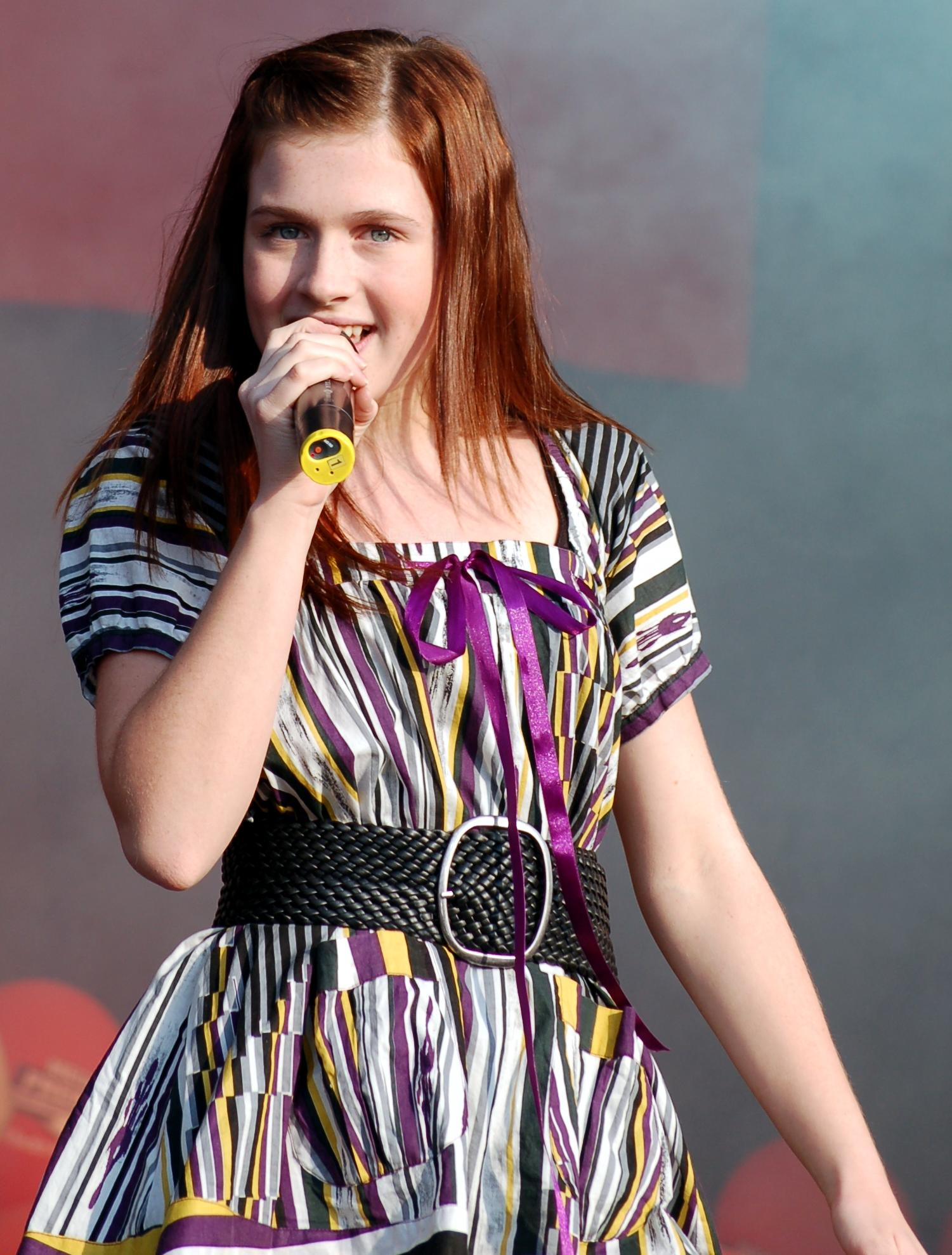
۲۰۰۸
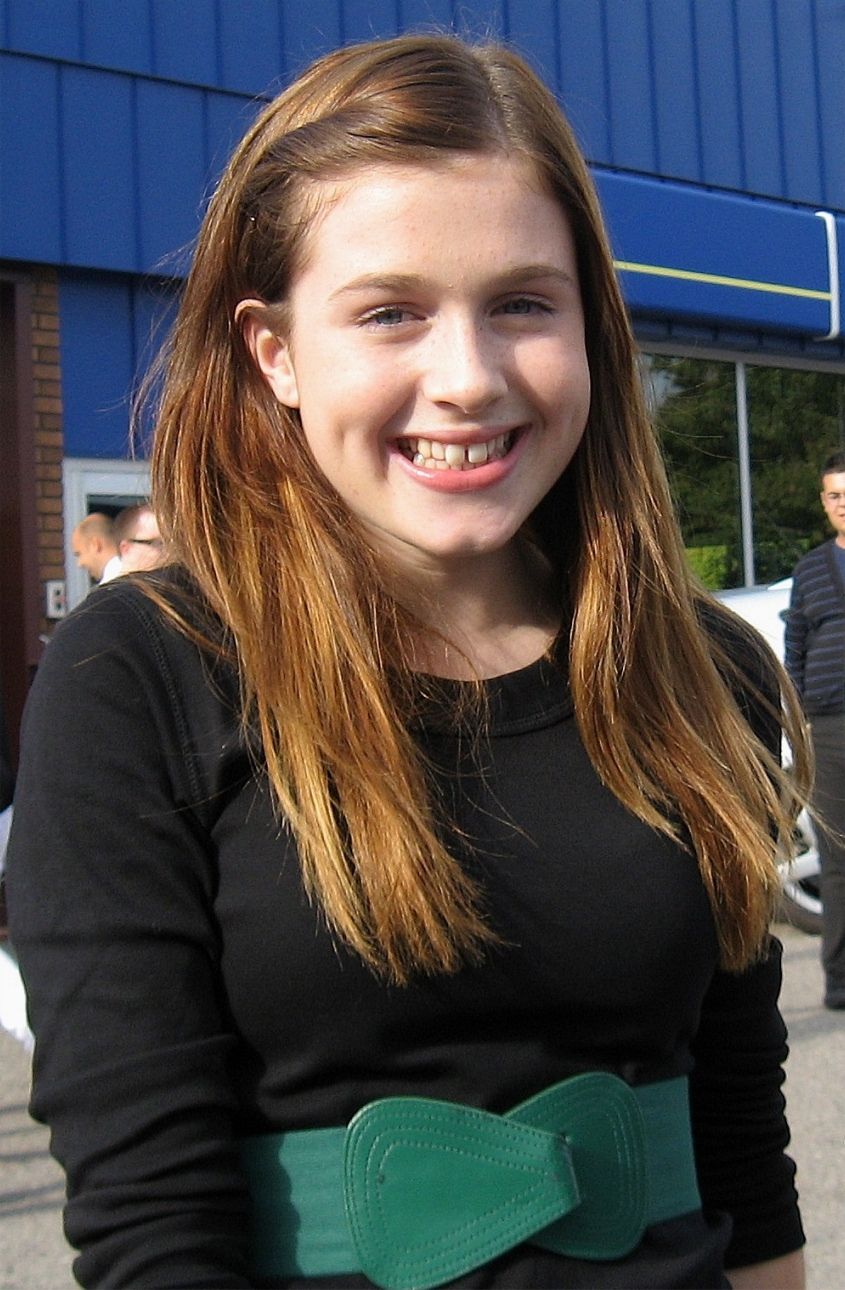
۲۰۰۸
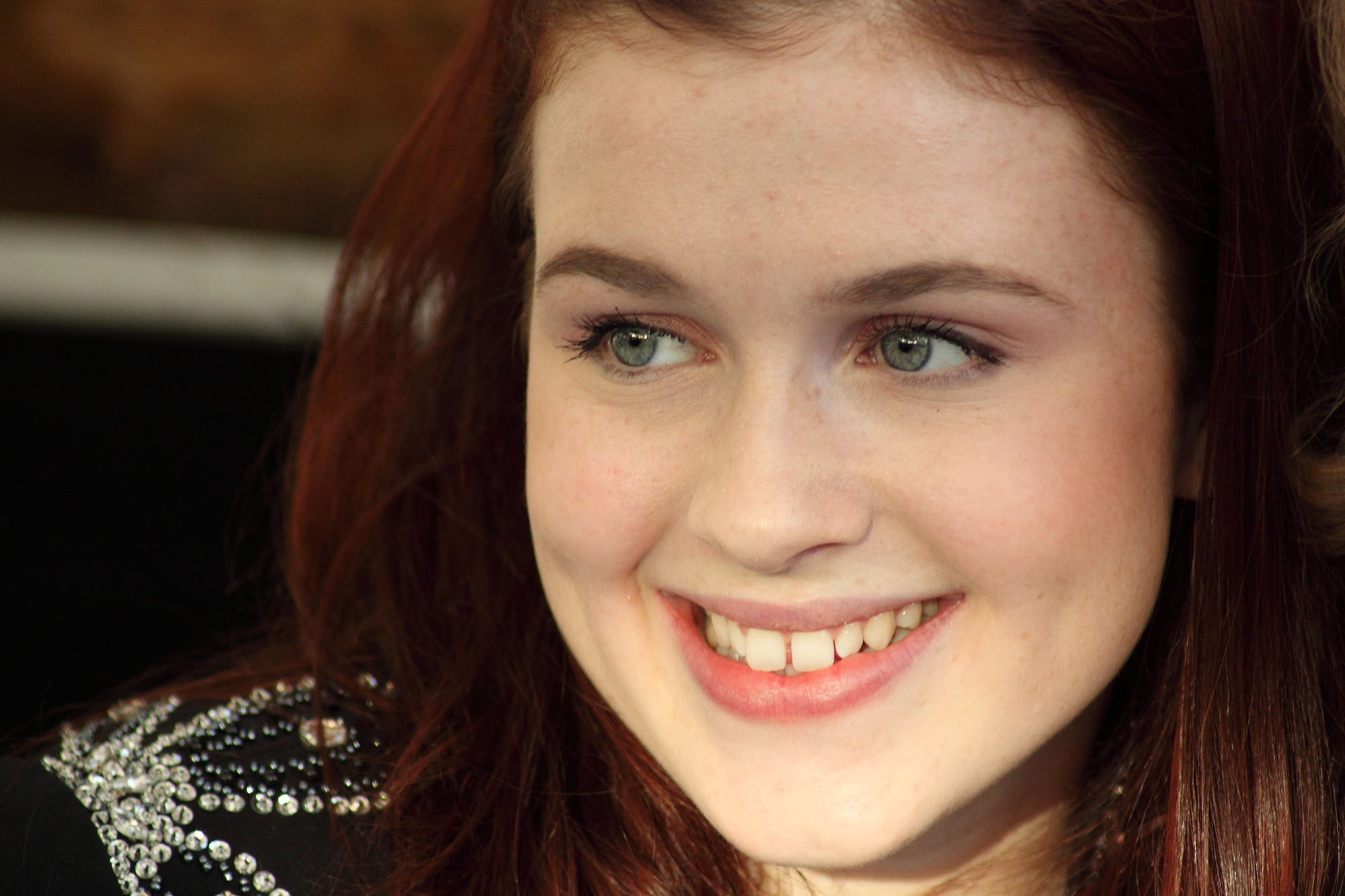
۲۰۱۰